# Hláskovací tabulka

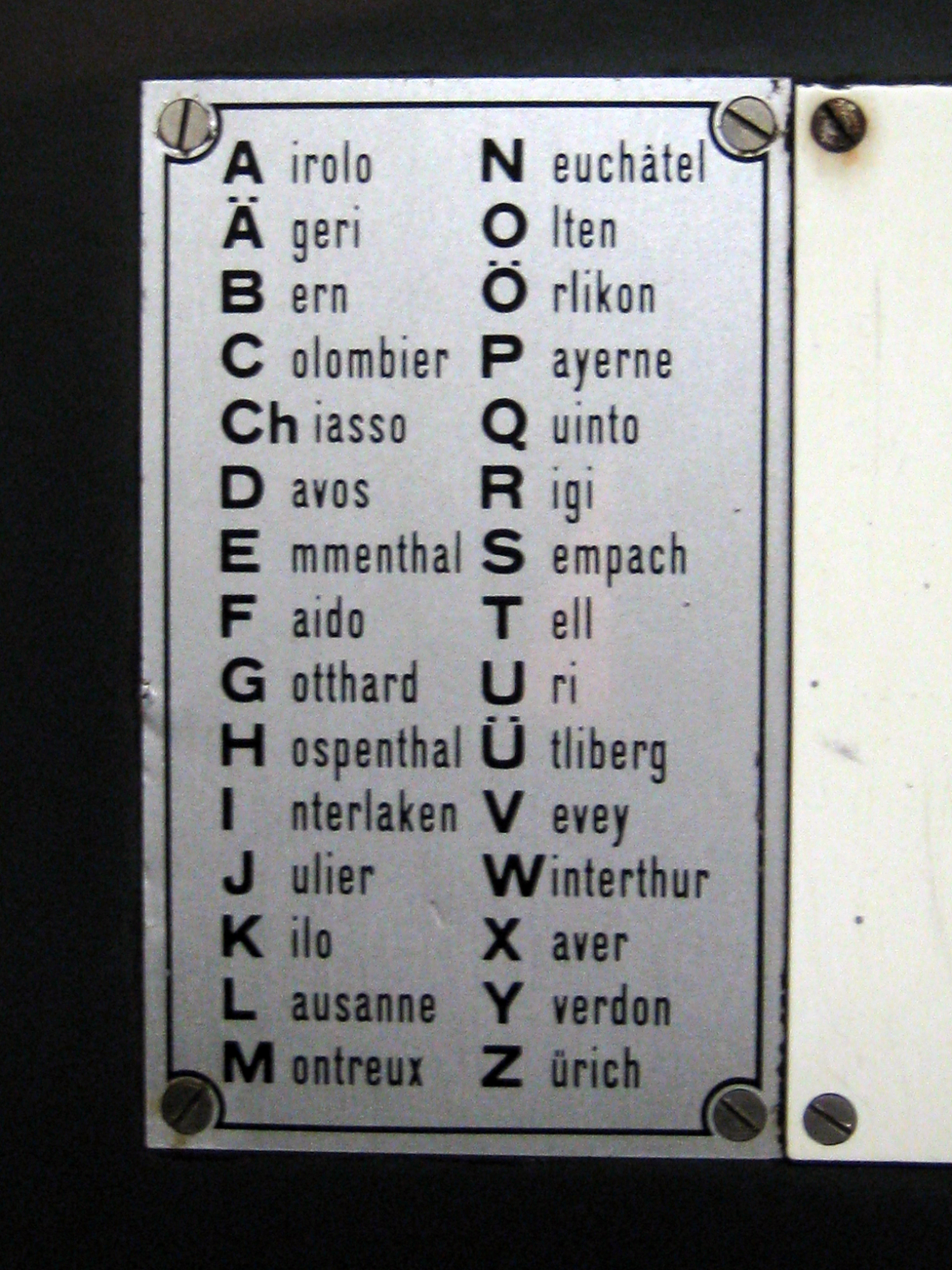
Jedna z hláskovacích tabulek

Hláskovací tabulka je tabulka převádějící jednotlivé znaky abecedy na jednoduše zapamatovatelná kódová slova začínající těmito hláskami (velmi často jména osob či měst). Jejím účelem je umožnit srozumitelný přenos písmenných kódů nebo neznámých slov pomocí nekvalitních komunikačních prostředků, např. rádiem. Slova jsou zvolena tak, aby se žádná dvě navzájem svou výslovností nepodobala a nemohlo tak dojít k záměně.

## Historie

### V armádě
Problémy s hlasovou komunikací začaly už před příchodem rádia. První zmínky o kódových slovech BEER a EMMA jsou prý z roku 1891.
Mezi rokem 1904 a 1914 bylo jasné, že přesnost v předávání zpráv je v kritických momentech otázkou života a smrti. Začala tedy vznikat pro důstojníky a poddůstojníky britské armády první hláskovací tabulka, která měla nakonec pouze sedm slov (někdy se uvádí jen šest slov) pro nejčastěji používaná písmena.
K těmto slovům bylo v roce 1914 připojeno slovo DON pro hlásku D. Tato tabulka sloužila hlavně pro telefonickou komunikaci.
Britská armáda nepřijala úplnou hláskovací tabulku do roku 1927 a pro některé části spojovacího vojska platila stále hláskovací tabulka, která měla jen čtrnáct z dvaceti šesti písmen. Armáda, námořníci i letectvo měli v té době každý svou vlastní hláskovací tabulku.
Tento stav trval až do roku 1938. Tehdy vstoupily do války Spojené státy (1941) a bylo nutné vytvořit univerzální hláskovací tabulku pro všechny západní armády. Ta byla vytvořena i přijata počátkem roku 1942, ale začala se používat až v průběhu června 1943. RAF však až do roku 1956 používala svou vlastní tabulku.
V roce 1952 vznikla tabulka ITU, kterou převzalo civilní letectvo a byla používána jako mezinárodní. V roce 1956 přijala tuto jednotnou hláskovací tabulku ITU a také všichni členové NATO. Tímto přijetím není ale omezeno právo jednotlivých států používat ve vnitřním styku svojí národní hláskovací tabulku.

### V civilním prostředí
V amatérském provozu se zřejmě používaly výrazy obsažené v tabulce americké armády z roku 1916, spolu s výrazy používanými na poštovních úřadech telegrafních společností. Především z USA se tabulky šířily poslechem nebo osobním stykem do Evropy. Začátky používání hláskovacích tabulek v amatérském provozu nejde jednoznačně určit.
Tabulka tak zvaného B-kódu byla provozována v letech 1920–1930. Kód A používal názvy měst, zemí a států. Zajímavé je, že některé výrazy kódu A se dosud používají.
V mezinárodním styku je ale legální hláskování ITU (NATO).
Největší zmatek v hláskování je asi v USA. Tam se liší hláskovací tabulky nejen v jednotlivých státech, ale svoje tabulky mají i policejní ústředny.

## Hláskovací tabulky
V různých jazycích se používají různé hláskovací tabulky, i pro mezinárodní komunikaci (v angličtině) existuje více tabulek. Nejčastěji se používá tabulka původně definovaná v NATO, dnes používaná např. v civilním letectví (organizace ICAO, FAA) a dalších oborech (ITU, IMO, ANSI). Jak je vidět z následující tabulky, jako hláskovací hesla (názvy) jsou podle národní volby vybrané buď názvy měst anebo nejčastější osobní jména s příslušnou iniciálou, případně u mezinárodních organizací výběr z obou těchto skupin a jen výjimečně v americké verzi přijaté NATO obecná slova:
| Písmeno | Česká                  | NATO (ICAO) | NATO (ICAO) | NATO (ICAO)  | Mezinárodní | Anglická  | Francouzská | Italská     | Německá (DIN 5009) | Slovenská | Finská  |
| Písmeno | Česká                  | Slovo       | Výslovnost  | Výslovnost   | Mezinárodní | Anglická  | Francouzská | Italská     | Německá (DIN 5009) | Slovenská | Finská  |
| Písmeno | Česká                  | Slovo       | IPA         | Přepis       | Mezinárodní | Anglická  | Francouzská | Italská     | Německá (DIN 5009) | Slovenská | Finská  |
| ------- | ---------------------- | ----------- | ----------- | ------------ | ----------- | --------- | ----------- | ----------- | ------------------ | --------- | ------- |
| A       | Adam                   | Alfa        | ˈælfa       | AL FAH       | Amsterdam   | Alfred    | Anatole     | Ancona      | Anton              | Adam      | Aarne   |
| Ä       | —                      | Ärger¹      | —           | —            | —           | —         | —           | —           | Ärger              | —         | äiti    |
| B       | Božena                 | Bravo       | ˈbraːˈvo    | BRAH VOH     | Baltimore   | Benjamin  | Berthe      | Bari        | Berta              | Božena    | Bertta  |
| C       | Cyril                  | Charlie     | ˈtʃɑːli     | CHAR LEE     | Casablanca  | Charles   | Célestine   | Como        | Cäsar              | Cyril     | Celsius |
| Č       | Čeněk                  | —           | —           | —            | —           | —         | —           | —           | —                  | Čadca     | —       |
| D       | David                  | Delta       | ˈdeltɑ      | DELL TAH     | Danemark    | David     | Désiré      | Domodossola | Dora               | David     | Daavid  |
| Ď       | Ďáblice                | —           | —           | —            | —           | —         | —           | —           | —                  | Ďumbier   | —       |
| E       | Emil                   | Echo        | ˈeko        | ECK OH       | Edison      | Edward    | Eugène      | Empoli      | Emil               | Emil      | Eemeli  |
| F       | František              | Foxtrot     | ˈfɔkstrɔt   | FOKS TROT    | Florida     | Frederick | François    | Firenze     | Friedrich          | František | Faarao  |
| G       | Gustav                 | Golf        | ɡʌlf        | GOLF         | Gallipoli   | George    | Gaston      | Genova      | Gustav             | Gustáv    | Gideon  |
| H       | Helena                 | Hotel       | hoːˈtel     | HO TELL      | Havana      | Harry     | Henri       | Hotel       | Heinrich           | Helena    | Heikki  |
| Ch      | Chrudim                | —           | —           | —            | —           | —         | —           | —           | Charlotte          | Chopok    | —       |
| I       | Ivan                   | India       | ˈindi.ɑ     | IN DEE AH    | Italia      | Isaac     | Irma        | Imola       | Ida                | Ivan      | Iivari  |
| J       | Josef                  | Juliett     | ˈdʒuːli.ˈet | JEW LEE ETT  | Jerusalem   | Jack      | Joseph      | Juventus    | Julius             | Jozef     | Jussi   |
| K       | Karel                  | Kilo        | ˈkiːlo      | KEY LOH      | Kilogram    | King      | Kléber      | Kilometro   | Kaufmann           | Karol     | Kalle   |
| L       | Ludvík                 | Lima        | ˈliːmɑ      | LEE MAH      | Liverpool   | London    | Louis       | Livorno     | Ludwig             | Ladislav  | Lauri   |
| Ľ       | —                      | —           | —           | —            | —           | —         | —           | —           | —                  | Ľubochňa  | —       |
| M       | Marie                  | Mike        | mɑik        | MIKE         | Madagaskar  | Mary      | Marcel      | Milano      | Martha             | Mária     | Matti   |
| N       | Norbert (dříve Neruda) | November    | noˈvembə    | NO VEM BER   | New York    | Nellie    | Nicolas     | Napoli      | Nordpol            | Norbert   | Niilo   |
| Ň       | Nina                   | —           | —           | —            | —           | —         | —           | —           | —                  | Nitra     | —       |
| O       | Oto (Otakar)           | Oscar       | ˈɔskɑ       | OSS CAH      | Oslo        | Oliver    | Oscar       | Otranto     | Otto               | Oto       | Otto    |
| Ö       | —                      | Öse¹        | —           | —            | —           | —         | —           | —           | Ökonom             | —         | öljy    |
| P       | Petr                   | Papa        | pəˈpɑ       | PAH PAH      | Paris       | Peter     | Pierre      | Pisa        | Paula              | Peter     | Paavo   |
| Q       | Quido                  | Quebec      | keˈbek      | KEH BECK     | Québec      | Queen     | Quintal     | Quadro      | Quelle             | Quído     | kuu     |
| R       | Rudolf                 | Romeo       | ˈroːmi.o    | ROW ME OH    | Roma        | Robert    | Raoul       | Roma        | Richard            | Rudolf    | Risto   |
| Ř       | Řehoř                  | —           | —           | —            | —           | —         | —           | —           | —                  | —         | —       |
| S       | Svatopluk              | Sierra      | siˈerɑ      | SEE AIR RAH  | Santiago    | Samuel    | Suzanne     | Savona      | Samuel             | Svätopluk | Sakari  |
| Š       | Šimon (dříve Šárka)    | —           | —           | —            | —           | —         | —           | —           | —                  | Šimon     | —       |
| Sch     | —                      | —           | —           | —            | —           | —         | —           | —           | Schule             | —         | —       |
| ß       | —                      | —           | —           | —            | —           | —         | —           | —           | Eszett             | —         | —       |
| T       | Tomáš                  | Tango       | ˈtænɡo      | TANG GO      | Tripoli     | Tommy     | Thérèse     | Torino      | Theodor            | Tomáš     | Tyyne   |
| Ť       | Těšnov                 | —           | —           | —            | —           | —         | —           | —           | —                  | Teplá     | —       |
| U       | Urban                  | Uniform     | ˈjuːnifɔːm  | YOU NEE FORM | Uppsala     | Uncle     | Ursule      | Udine       | Ulrich             | Urban     | Urho    |
| Ü       | —                      | Übel¹       | —           | —            | —           | —         | —           | —           | Übermut            | —         | —       |
| V       | Václav                 | Victor      | ˈviktɑ      | VIK TAH      | Valencia    | Victor    | Victor      | Venezia     | Viktor             | Václav    | Vihtori |
| W       | Dvojité V              | Whiskey     | ˈwiski      | WISS KEY     | Washington  | William   | William     | Vu Doppia   | Wilhelm            | Dvojité W | wiski   |
| X       | Xaver                  | X-ray       | ˈeksˈrei    | ECKS RAY     | Xanthippe   | X-ray     | Xavier      | Xilofono    | Xanthippe          | Xaver     | äksä    |
| Y       | Ypsilon                | Yankee      | ˈjænki      | YANG KEY     | Yokohama    | Yellow    | Yvonne      | Ipsilon     | Ypsilon            | Ypsilon   | Yrjö    |
| Z       | Zuzana                 | Zulu        | ˈzuːluː     | ZOO LOO      | Zürich      | Zebra     | Zoé         | Zara        | Zacharias          | Zuzana    | tseta   |
| Ž       | Žofie                  | —           | —           | —            | —           | —         | —           | —           | —                  | Žofia     | —       |

¹ Hláskovací tabulka ICAO přehlásky nepoužívá, takto označené položky se používaly jen v hláskovací abecedě NATO pro komunikaci v němčině.

## Výslovnost číslic
Jako součást hláskovací tabulky lze chápat i doporučenou výslovnost číslic, která má zabránit přeslechům; proto se např. v češtině používá výslovnost dva namísto dvě, které by se mohlo plést s pět, nebo v angličtině výslovnost najnr pro 9, kde by se najn mohlo plést s fajv (5). Někde (u geodetů) se v češtině používá výslovnost nul namísto nula (která by se mohla plést s jedna).[zdroj⁠?!]
| Číslice | Česky   | NATO (ICAO)(IPA)  | ITU/IMO    |
| ------- | ------- | ----------------- | ---------- |
| 0       | ⟨nula⟩  | zero [ˈziːroʊ]IPA | nadazero   |
| 1       | ⟨jedna⟩ | one [ˈwʌn]        | unaone     |
| 2       | ⟨dva⟩   | two [ˈtuː]        | bissotwo   |
| 3       | ⟨tři⟩   | three [ˈtriː]     | terrathree |
| 4       | ⟨čtyry⟩ | four [ˈfoʊ.ər]    | kartefour  |
| 5       | ⟨pět⟩   | five [ˈfaɪv]      | pantafive  |
| 6       | ⟨šest⟩  | six [ˈsɪks]       | soxisix    |
| 7       | ⟨sedum⟩ | seven [ˈsɛv.ən]   | setteseven |
| 8       | ⟨osum⟩  | eight [ˈeɪt]      | oktoeight  |
| 9       | ⟨devět⟩ | nine [ˈnaɪnər]    | novenine   |